# Taskriout
Taskriout là một đô thị thuộc tỉnh Béjaïa, Algérie. Dân số thời điểm năm 2002 là 14.635 người.